# 土佐郵便局
土佐郵便局（とさゆうびんきょく）は、高知県土佐市にある郵便局。民営化前の分類では集配普通郵便局であった。

## 概要
住所：〒781-1199 高知県土佐市蓮池1214-1

## 沿革
- 1872年9月3日（明治5年8月1日） - 高岡郵便取扱所として開設[1]。
- 1875年（明治8年）1月1日 - 高岡郵便局（五等）となる。
- 1885年（明治18年）10月1日 - 貯金取扱を開始。
- 1886年（明治19年）3月6日 - 為替取扱を開始。
- 1897年（明治30年）10月26日 - 高岡郵便電信局となる。
- 1903年（明治36年）4月1日 - 通信官署官制の施行に伴い高岡郵便局となる。
- 1952年（昭和27年）2月1日 - 電気通信業務の取扱を、新設の高知高岡電報電話局に移管[2]。
- 1956年（昭和31年）10月1日 - 電話通話および和文電報受付事務の取扱を開始[3]。
- 1985年（昭和60年）10月14日 - 土佐市高岡町から、同市蓮池に局舎を新築、移転するとともに土佐郵便局に改称。同日、特定郵便局から普通郵便局に局種別改定、ならびに宇佐郵便局および戸波郵便局から集配業務を移管。
- 2000年（平成12年）8月14日 - 外国通貨の両替および旅行小切手の売買に関する業務取扱を開始。
- 2007年（平成19年）10月1日 - 民営化に伴い、併設された郵便事業土佐支店に一部業務を移管。
- 2012年（平成24年）10月1日 - 日本郵便株式会社発足に伴い、郵便事業土佐支店を郵便局に統合。

## 取扱内容
- 郵便、印紙、ゆうパック、内容証明
- 貯金、為替、振替、振込、国際送金、国債、投資信託
- 生命保険、バイク自賠責保険、自動車保険
- ゆうちょ銀行ATM（管轄はゆうちょ銀行松山支店）
- 「781-11xx」区域（土佐市の全域）集配業務
- ゆうゆう窓口

## 周辺
- 城山公園（蓮池城址）
- 高知県立高岡高等学校
- 土佐市立蓮池小学校

## アクセス
- とさでん交通・高知高陵交通・土佐市ドラゴンバス 鳴川通バス停下車
- 高知自動車道 土佐ICから南西へ約1km
- 国道56号沿い
- 駐車場あり：10台